# Zodariellum tibesti
Zodariellum tibesti là một loài nhện trong họ Zodariidae.
Loài này thuộc chi Zodariellum. Zodariellum tibesti được Rudy Jocqué miêu tả năm 1991.